# Andriej Wilkicki
Andriej Ippolitowicz Wilkicki (ros. Андрей Ипполитович Вилькицкий, 1 czerwca 1858 w guberni mińskiej, zm. 26 lutego 1913 w Petersburgu) – rosyjski hydrograf i geodeta, badacz Arktyki, generał floty. Jego synem był Boris Wilkicki, geodeta, hydrograf i również podróżnik i odkrywca.

## Życiorys
Prowadził prace hydrograficzne na Bałtyku i jeziorze Onega, później pracował w Głównym Zarządzie Hydrograficznym i Morskim Komitecie Naukowym. W latach 1894–1901 kierował pracami hydrograficznymi wzdłuż wybrzeży Morza Arktycznego od Norwegii po Nową Ziemię. Został odznaczony Orderem Świętego Stanisława I klasy, Orderem Świętego Włodzimierza III klasy i Orderem Świętej Anny III klasy.